# Joel Stevens
Joel Stevens (7 de febrero de 1995 en Dunedin) es un futbolista neozelandés que juega como delantero en el Husqvarna sueco.

## Carrera
Debutó en 2011 jugando para el Otago United. Luego de dos temporadas llamó la atención del Team Wellington, que lo contrató en 2013. En 2014 el Waitakere United lo fichó para que fuera parte del plantel participante de la Liga de Campeones de la OFC, competición en la que marcó un tanto ante el AS Pirae. Ese mismo año se integró al Wellington Phoenix Reserves, que comenzó a participar en la ASB Premiership desde la temporada 2014-15. Luego de haber llegado inclusive a lograr cinco apariciones con el primer equipo en la A-League 2015-16, dejó el club en 2016 para volver al Team Wellington. En 2018 fue contratado por el Husqvarna de la División 1 Södra, tercera categoría de Suecia.

### Clubes
| Club                        | País          | Año             |
| --------------------------- | ------------- | --------------- |
| Otago United                | Nueva Zelanda | 2011 - 2013     |
| Team Wellington             | Nueva Zelanda | 2013 - 2014     |
| Waitakere United            | Nueva Zelanda | 2014            |
| Wellington Phoenix Reserves | Nueva Zelanda | 2014 - 2016     |
| Team Wellington             | Nueva Zelanda | 2016 - 2018     |
| Husqvarna                   | Suecia        | 2018 - Presente |

### Selección nacional
Reemplazó a Ryan Thomas, lesionado, en la convocatoria de Nueva Zelanda ante Uzbekistán. Stevens haría su debut en ese partido, que terminó como derrota para los All Whites por 3-1 luego de ingresar desde el banco.
En 2015 disputó con la selección neozelandesa sub-20 la Copa Mundial de la categoría, en donde le convirtió un gol a Birmania en la victoria de los Junior All Whites por 5-1. Más adelante ese año jugó con la selección Sub-23 los Juegos del Pacífico 2015.

#### Partidos y goles internacionales
| Partidos y goles internacionales | Partidos y goles internacionales | Partidos y goles internacionales | Partidos y goles internacionales | Partidos y goles internacionales | Partidos y goles internacionales | Partidos y goles internacionales |
| #                                | Fecha                            | Estadio                          | Rival                            | Resultado                        | Competición                      | Gol(es)                          |
| -------------------------------- | -------------------------------- | -------------------------------- | -------------------------------- | -------------------------------- | -------------------------------- | -------------------------------- |
| 2014                             |                                  |                                  |                                  |                                  |                                  |                                  |
| 1                                | 8 de septiembre                  | Estadio Pakhtakor, Taskent       | Uzbekistán                       | 1 – 3                            | Amistoso                         |                                  |
| 2                                | 14 de noviembre                  | National Stadium, Nanchang       | China                            | 1 – 1                            | Amistoso                         |                                  |
| 2015                             |                                  |                                  |                                  |                                  |                                  |                                  |
| 3                                | 31 de marzo                      | Estadio Mundialista, Seúl        | Corea del Sur                    | 0 – 1                            | Amistoso                         |                                  |